# Vrchní velitelství spojeneckých sil v Evropě

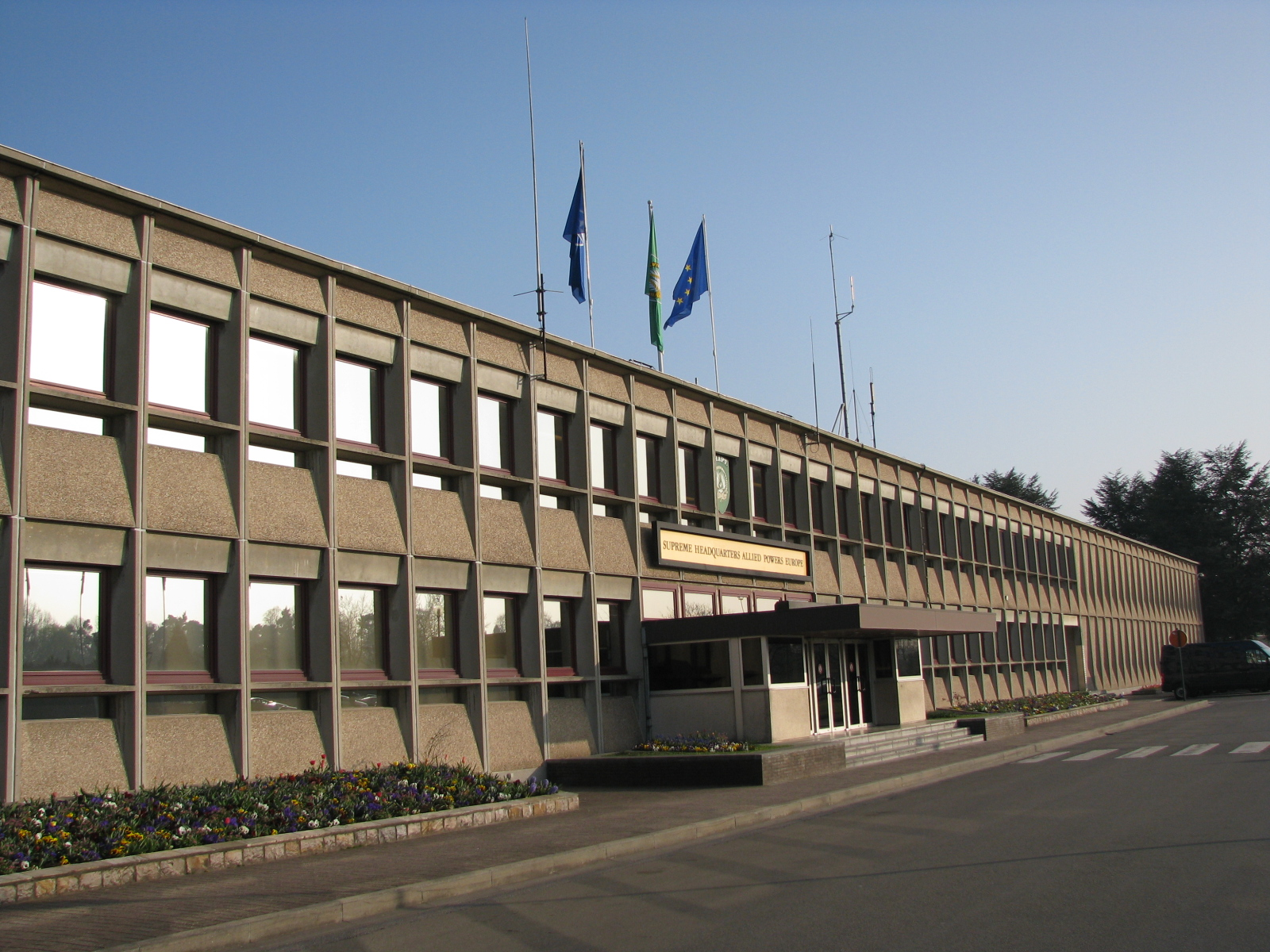
Velitelství SHAPE v Monsu

Vrchní velitelství spojeneckých sil v Evropě (anglicky Supreme Headquarters Allied Powers Europe, zkratka SHAPE) představuje ústředí Velitelství spojeneckých sil pro operace (Allied Command Operations, ACO) Severoatlantické aliance. Od roku 1953 se nacházelo v Rocquencourtu poblíž Versailles ve Francii, ale počínaje rokem 1967 působí v obci Casteau, severně od belgického města Mons. V letech 1951 až 2003 bylo SHAPE ústředím Velitelství spojeneckých sil pro Evropu (Allied Command Europe, ACE), ale od roku 2003 je ústředím ACO, které zabezpečuje operace NATO po celém světě.
Velitelství SHAPE si z právních důvodů zachovalo svůj tradiční název odkazující na Evropu, přestože se v roce 2003 rozšířil geografický obzor jeho aktivit. V té době bylo velitelství NATO v Lisabonu, historická součást Atlantského velitelství, převedeno pod ACO. Velitel ACO je označován jako vrchní velitel spojeneckých sil v Evropě (SACEUR) a je zároveň americkým čtyřhvězdičkovým generálem nebo vlajkovým důstojníkem, který také slouží jako velitel U.S. European Command. Z čehož vyplývá, že NATO v Evropě vždy velí občan USA, nikoliv občan některého evropského státu.